# Giovanni Lazzaro
Giovanni Lazzaro (Treviso, 27 luglio 2004) è un mezzofondista italiano.

## Biografia
Nato a Treviso e cresciuto a Morgano nella provincia trevigiana, ha iniziato a praticare l'atletica leggera a 5 anni seguendo il fratello maggiore Marco.
Partecipa ai mondiali under 20 di Cali 2022, dove raggiunge le semifinali.
A febbraio 2025, nella stagione al coperto, vince prima il campionato italiano promesse e poi i campionati italiani assoluti con il nuovo primato personale indoor. Questo risultato gli vale la convocazione ai campionati europei indoor di Apeldoorn e successivamente ai campionati mondiali indoor di Nanchino dove accede alle semifinali.
Agli europei under 23 di Bergen 2025 ha ottenuto la medagli di bronzo negli 800 m, terminando alle spalle dell'olandese Niels Laros e del britannico Justin Davies.

## Progressione

### 800 metri piani
| Stagione | Misura  | Luogo           | Data      | Rank. Mond. |
| -------- | ------- | --------------- | --------- | ----------- |
| 2025     | 1'44"95 | Rovereto        | 2-6-2025  |             |
| 2024     | 1'45"71 | Rovereto        | 3-9-2024  |             |
| 2023     | 1'50"26 | Grosseto        | 21-7-2023 |             |
| 2022     | 1'48"11 | Conegliano      | 11-6-2022 |             |
| 2021     | 1'50"64 | Vittorio Veneto | 6-6-2021  |             |
| 2020     | 1'55"55 | Rieti           | 11-9-2020 |             |

## Palmarès
| Anno | Manifestazione  | Sede        | Evento      | Risultato  | Prestazione | Note  |
| ---- | --------------- | ----------- | ----------- | ---------- | ----------- | ----- |
| 2021 | Europei U20     | Tallinn     | 800 m piani | Batteria   | 1'56"29     |       |
| 2022 | Mondiali U20    | Cali        | 800 m piani | Semifinale | 1'51"72     | [ 5 ] |
| 2023 | Europei U20     | Gerusalemme | 800 m piani | Batteria   | 1'50"66     |       |
| 2023 | Europei U20     | Gerusalemme | 4x400 m     | Batteria   | 3'11"74     |       |
| 2025 | Europei indoor  | Apeldoorn   | 800 m piani | Batteria   | 1'47"72     |       |
| 2025 | Mondiali indoor | Nanchino    | 800 m piani | Semifinale | 1'48"06     |       |
| 2025 | Europei U23     | Bergen      | 800 m piani | Bronzo     | 1'44"98     |       |

## Campionati nazionali
- 1 volta campione nazionale assoluto degli 800 metri piani indoor (2025)
- 1 volta campione nazionale allievi degli 800 metri piani (2021)
- 1 volta campione nazionale juniores degli 800 metri piani (2023)
- 1 volta campione nazionale juniores indoor degli 800 metri piani (2023)
- 1 volta campione nazionale promesse degli 800 metri piani (2024)
- 1 volta campione nazionale promesse indoor degli 800 metri piani (2025)

2020
- 8º ai campionati italiani allievi (Rieti), 800 m piani - 2'00"32

2021
- Oro ai campionati italiani allievi indoor (Ancona), 800 m piani - 1'55"97
- 19º ai campionati italiani assoluti (Rieti), 800 m piani - 1'52"93[6]

2022
- 8º ai campionati italiani assoluti (Rieti), 800 m piani - 1'50"94[7]
- Argento ai campionati italiani juniores (Rieti), 800 m piani - 1'48"19

2023
- Oro ai campionati italiani juniores indoor (Ancona), 800 m piani - 1'52"77
- Oro ai campionati italiani juniores (Grosseto), 800 m piani - 1'50"26

2024
- Argento ai campionati italiani promesse indoor (Ancona), 800 m piani - 1'50"00
- Bronzo ai campionati italiani assoluti indoor (Ancona), 4x2 giri - 3'18"22 [8]
- Bronzo ai campionati italiani assoluti (La Spezia), 800 m piani - 1'46"31[9]
- Oro ai campionati italiani promesse (Rieti), 800 m piani - 1'46"43
- 4º ai campionati italiani promesse (Rieti), 1500 m piani - 3'49"27

2025
- Bronzo ai campionati italiani assoluti, 800 m piani - 1'47"89
- Oro ai campionati italiani promesse indoor (Ancona), 800 m piani - 1'48"46
- Oro ai campionati italiani assoluti indoor (Ancona), 800 m piani - 1'47"42 [10]

## Altre competizioni internazionali
2025
- 5º alla Golden Spike ( Ostrava), 800 m piani - 1'45"69